# Pristimantis cruentus
Pristimantis cruentus là một loài động vật lưỡng cư trong họ Strabomantidae, thuộc bộ Anura. Loài này được Peters mô tả khoa học đầu tiên năm 1873.

## Hình ảnh

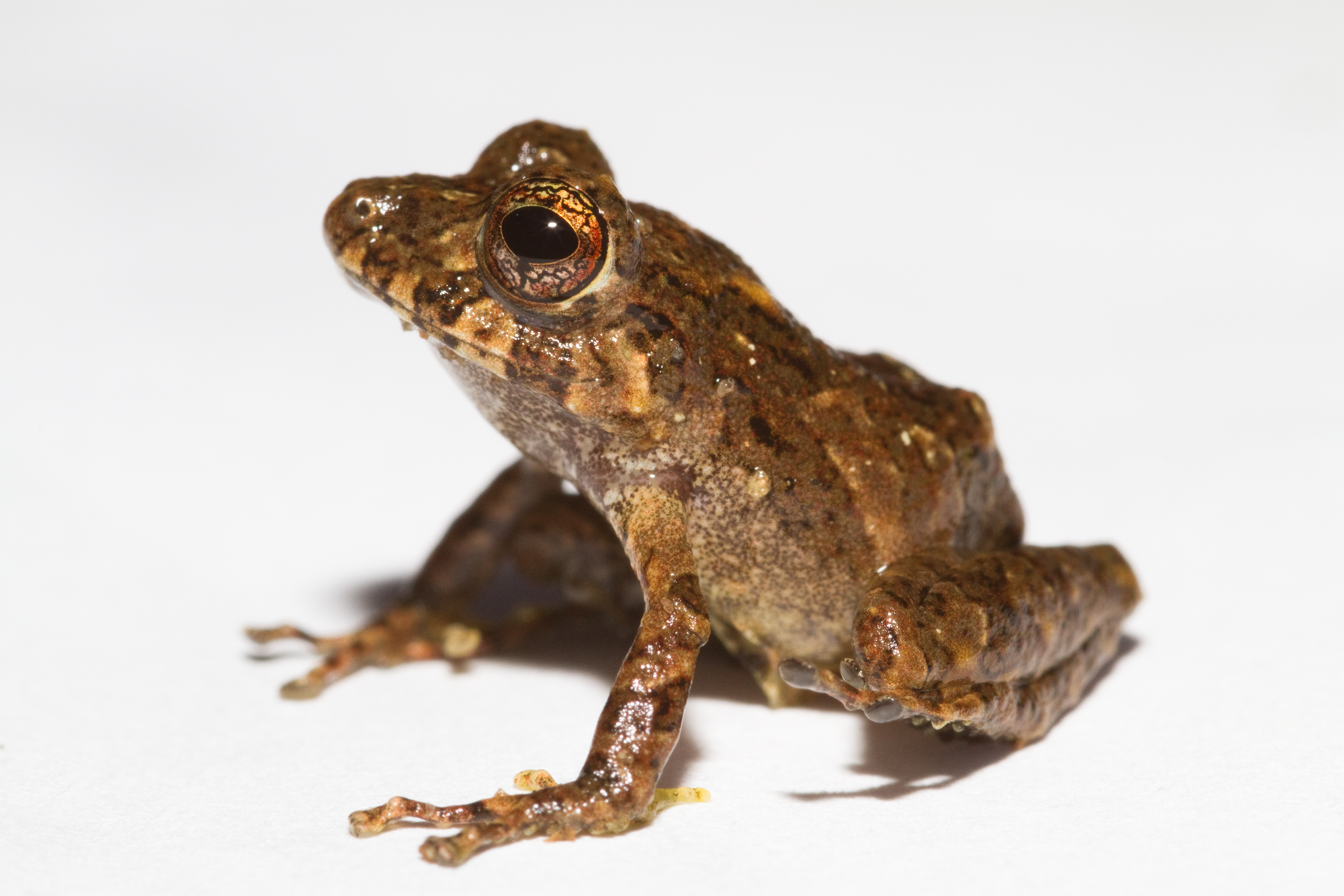
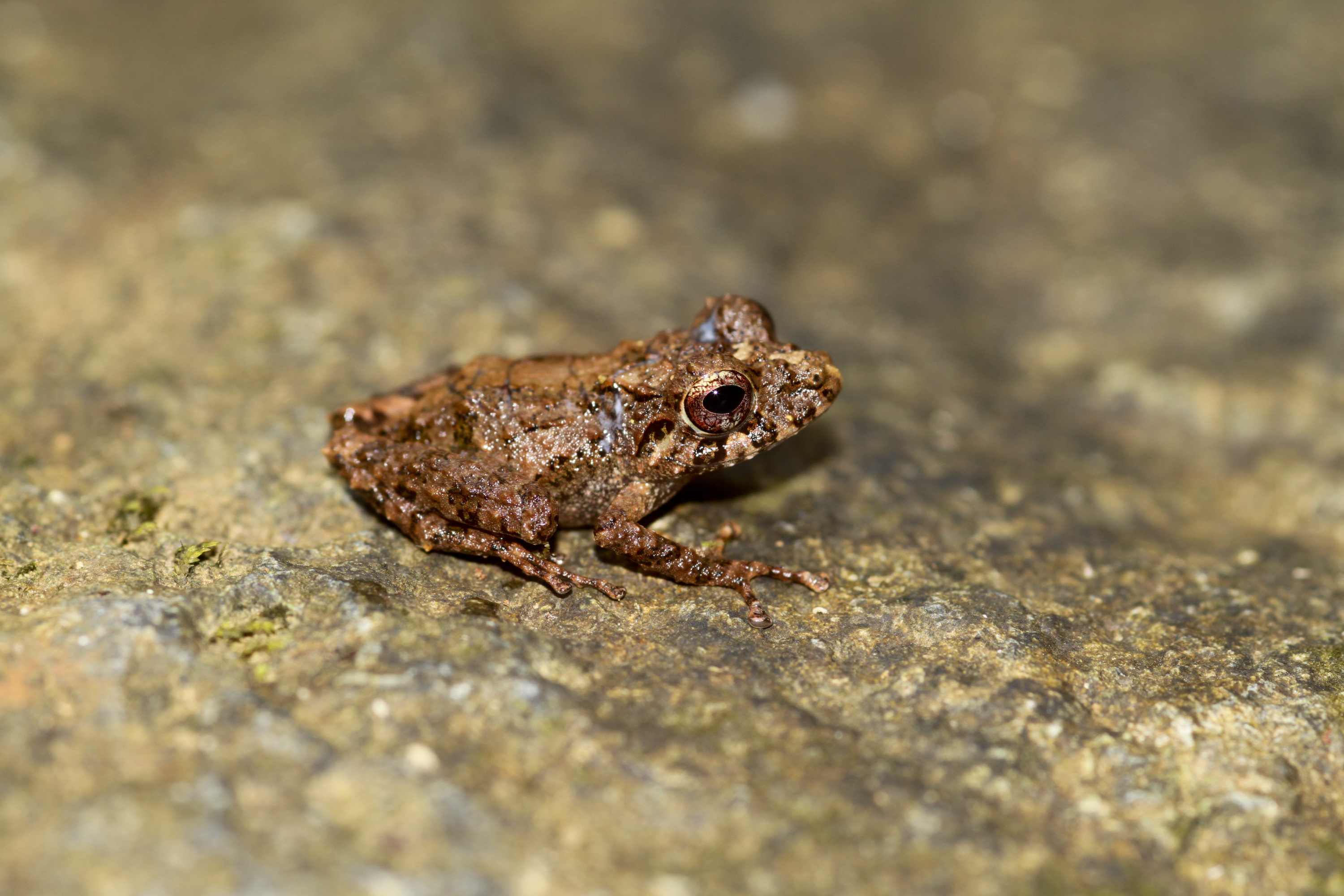
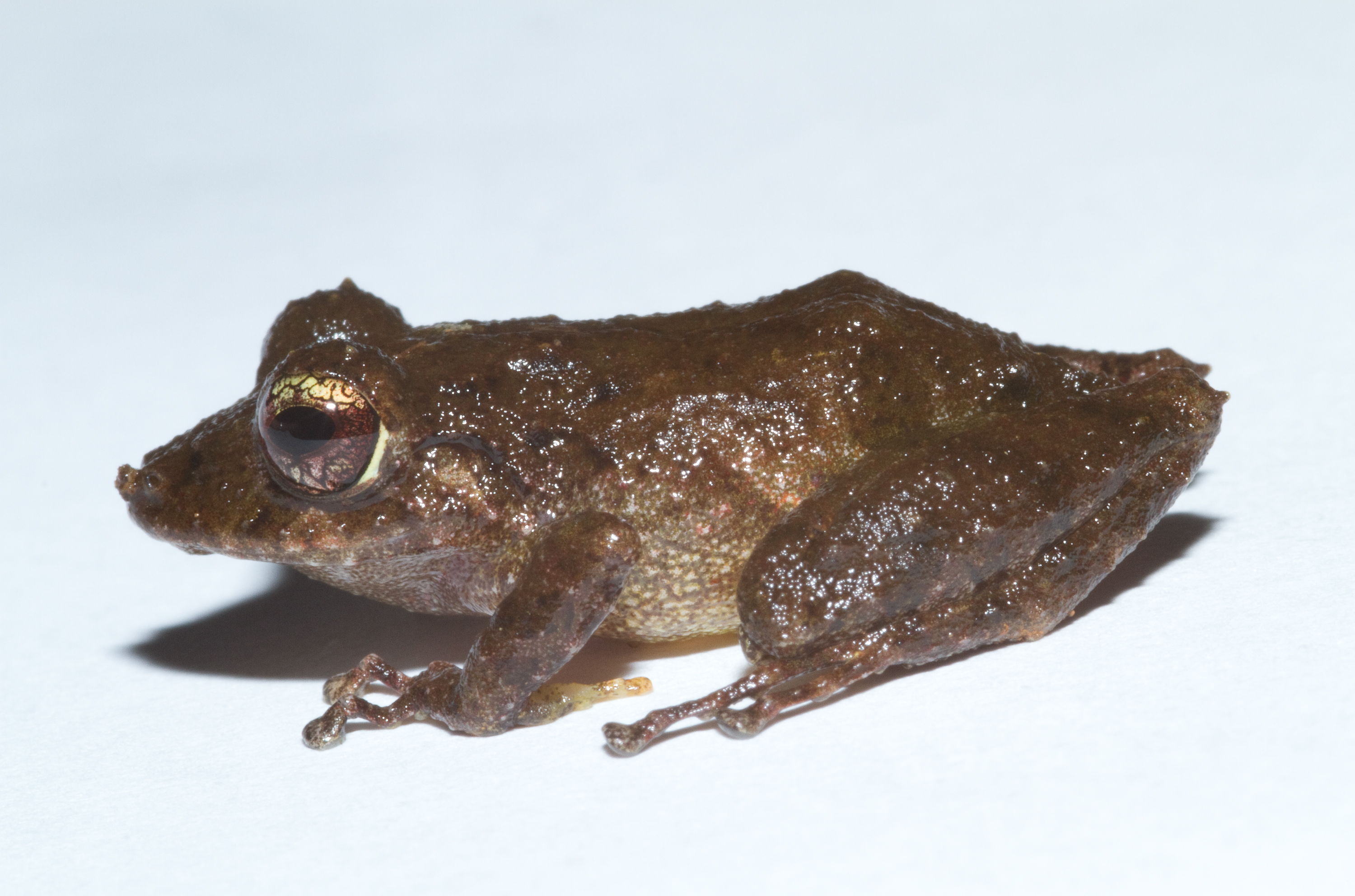
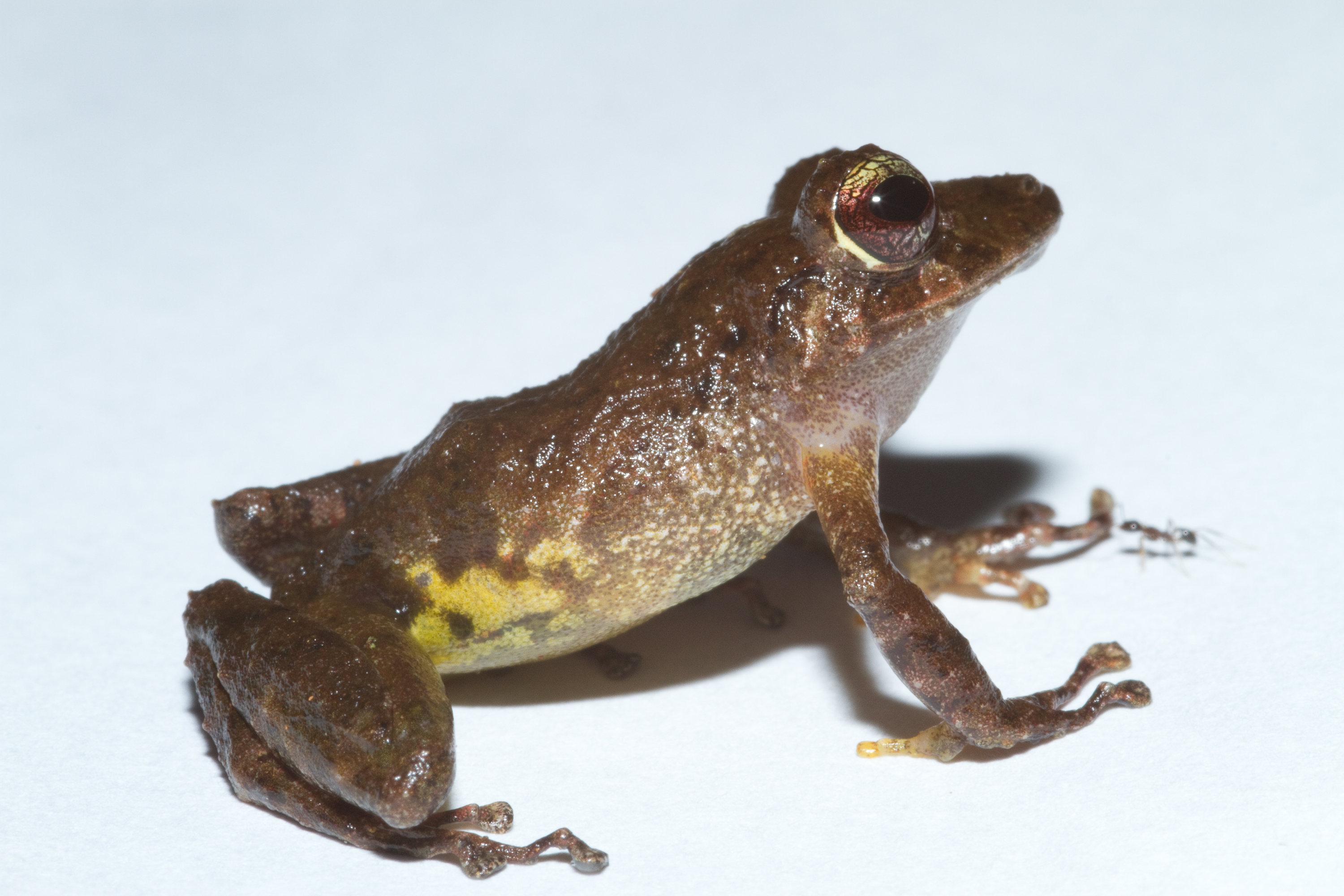